# Кочими-юманские языки

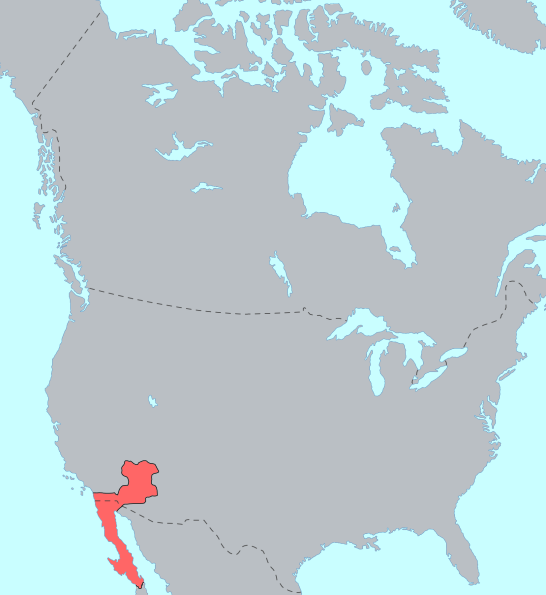
Распространение языков юман-кочими до контакта с европейцами

Кочими-юманские языки (юма-кочими) — семья индейских языков Северной Америки. Распространена в Нижней Калифорнии и на юге штата Сонора (Мексика), а также в США на юге Калифорнии и на западе Аризоны.

## Состав
I. Семья кочими
1. Кочими (†) (возможно, северный и южный диалекты представляли собой отдельные языки)
II. Юм(ан)ская семья
A. Ядерные юманские языки
i. Дельта-калифорнийские юманские
1. Ипай (также — северный диегеньо)
2. Кумеяай (также — южный диегеньо, кампо, камиа)
3. Типай (также — южный диегеньо, хуэртеньо, куахль)
4. Кокопа (также кукапа)
ii. Речные юманские языки
5. Квечанский язык (или собственно юма)
6. Марикопа (или пии-паш)
7. Мохаве
iii. Пай.
8. Хавасупай-валапай-явапай (или северный юмский)
a. Явапай
b. Диалект валапай (или уалапай)
c. Хавасупай
9. Пайпай (или акваала; возможно, отличается от горного юмского только как диалект)
B. Языки килива
10. Килива
Язык кочими к настоящему времени исчез. Кукапа — испанское наименование языка кокопа. Диегеньо — испанское наименование для языков ипаи/кумеяай/типаи, которые коллективно именуются кумеяай. Горный юмский язык состоит из нескольких взаимно понятных диалектов, на которых говорят различные племена: явапай, хуалапай, хавасупай.
В древности носителями кочими-юманских языков были, по-видимому, представители культуры Патайян на юго-западе современных США. Им же приписывается создание наскальной живописи в Сьерра-де-Сан-Франциско.